# Waldemar Grzywaczewski
Waldemar Grzywaczewski (ur. 19 kwietnia 1955 w Skępem) – polski polityk, poseł na Sejm PRL IX kadencji.

## Życiorys
W 1974 podjął pracę zawodową jako ślusarz narzędziowy w Fabryce Urządzeń Wentylacyjno-Klimatyzacyjnych „Konwektor” w Lipnie. W 1979 ukończył Technikum Rolnicze w Wymyślinie. Był działaczem Związku Socjalistycznej Młodzieży Polskiej i Polskiej Zjednoczonej Partii Robotniczej. W 1985 uzyskał mandat posła na Sejm PRL IX kadencji w okręgu Włocławek. Zasiadał w Komisji Budownictwa, Gospodarki Przestrzennej, Komunalnej i Mieszkaniowej, Komisji Ochrony Środowiska i Zasobów Naturalnych, Komisji Spraw Samorządowych oraz w Komisji Nadzwyczajnej do rozpatrzenia poselskiego projektu ustawy o konsultacjach społecznych i referendum.
Żonaty, ma dwoje dzieci.